# Adoncholaimus chilkensis
Adoncholaimus chilkensis is een rondwormensoort uit de familie van de Oncholaimidae. De wetenschappelijke naam van de soort is voor het eerst geldig gepubliceerd in 1914 door Stewart.